# 要塞区
要塞区（要塞司令部）是担任要地的坚守防御的军事建制组织。

## 列表
国民革命军曾设有：
- 琼北要塞司令部[1]
- 琼南要塞司令部
- 国民革命军海军在海防要地设立要塞区：
  - 江阴要塞区
  - 长州要塞司令部（虎门要塞司令部）：1922年广州军政府设立。
  - 闽口要塞
  - 厦门要塞
  - 马当要塞
  - 湖口要塞
  - 九江要塞
  - 田家镇要塞

中华人民共和国成立后，
- 万山要塞区（海军虎门要塞区、海军万虎要塞区）：万山群岛战役后，解放军第131师奉命移师广东省东莞县，组建虎门要塞司令部。[2]1952年6月，海军万山独立水警区（司令员陈正新）与海军虎门要塞区合并组成万虎独立水警区。1955年1月，改称海军万虎要塞区。1960年2月改归广州军区建制领导。1960年6月改称万山要塞区。后改为守备某师。
- 榆林要塞区（1956年8月～1985年10月）。
- 外长山要塞区
- 内长山要塞区
- 舟嵊要塞区（1958.04—1985.09）：正军级
- 万山要塞区（1960年2月—1980年12月）
- 连云港要塞区（1955.4—1956.1）